# Mala direta

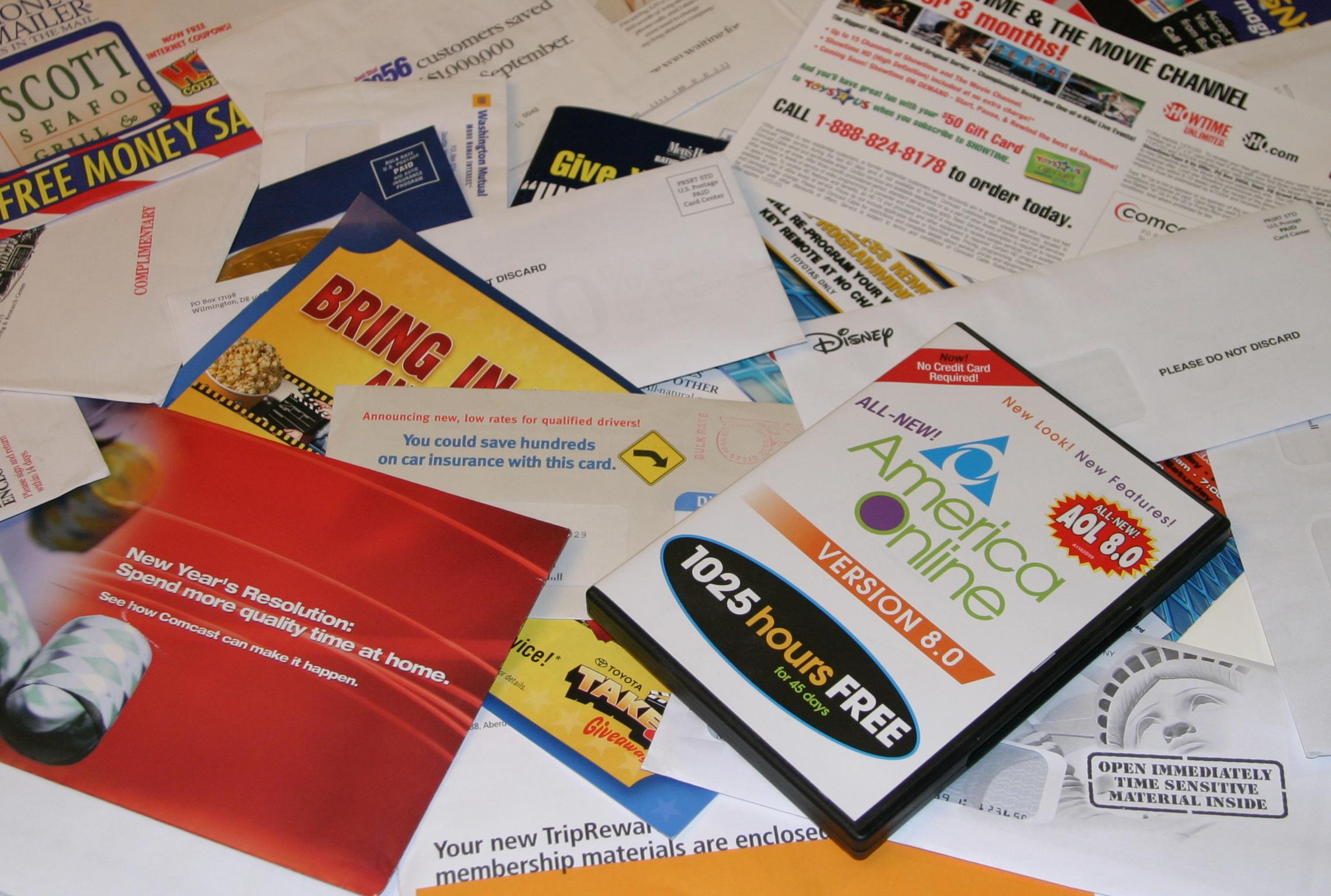
Exemplos típicos de mala direta.

Mala direta; "direct mail" (em inglês); "correo directo" (em castelhano), é uma alternativa usada para publicidade, que consiste no envio de folhetos, panfletos e cartas por vias postais convencionais e/ou e-mails a contas de correio eletrônico.
O envio de publicidade não desjada aos computadores de milhares de usuários sem autorização destes é considerado "spam" e, em alguns países, para isto há legislação específica.

## Visão geral
A mala direta ou "e-mail marketing" é uma ferramenta muito utilizada para divulgar o serviço e os produtos de empresas/organizações e divulgar eventos.
A mala direta normalmente é composta de publicidade informativa com o objetivo principal de divulgar produtos, serviços e eventos existentes ou lançamentos.

## Tipos
Os principais tipos de mala direta são:
- Mala direta postal – que utiliza material impresso tais como, catálogos, folhetos, folders e até brindes que podem ser enviados pelo correio.
- Mala direta digital ou "e-mail marketing" – utilizando o correio eletrônico, a internet possibilita diversas ferramentas para disseminar ideias, veiculadas por mensagens e uma dessas mensagens diretas com conteúdo moderno e gráfico.